# 파티왓 캄마이
파티왓 캄마이(태국어: ปฏิวัติ คำไหม, 1994년 12월 24일 ~ )은 태국의 축구 선수이며, 포지션은 골키퍼, 방콕 유나이티드 FC 소속이다.

## 경력

### 클럽 경력
2013-14 시즌 무앙통 유나이티드 1군에 승격되었고, 2015-16시즌 파타야 유나이티드 FC에 임대 이적후에 완전 이적하였다. 

### 국가대표 경력
연령별 대표팀에 뽑힌적은 없으며, 2021년 4월 21일 태국 국가대표팀에 처음으로 선발되었다. 그해 5월 29일 타지키스탄을 상대로 A매치 데뷔전을 치뤘다. 2023년 AFC 아시안컵에 선발되며, 팀을 2회 연속 토너먼트 진출에 공헌하였다. 
2024년 3월 21일 서울에서 열린 2026 북중미 월드컵 아시아 2차예선 대한민국과 경기에서 여러 차레 선방을 선보이며 팀이 승점 1점을 기록하는데 공헌하였다.